# Sébastien Dockier
Sébastien Dockier (28 de dezembro de 1989) é um jogador de hóquei sobre a grama belga, medalhista olímpico

## Carreira
Sébastien Dockier integrou o elenco da Seleção Belga de Hóquei Sobre Grama, nas Olimpíadas de 2016, conquistando a medalha de prata. Nos Jogos Olímpicos de Verão de 2020, consagrou-se campeão e conseguiu a medalha de ouro.